# Abzeichen zum 10. Jahrestag der NVA
Das Abzeichen zum 10. Jahrestag der NVA war in der Deutschen Demokratischen Republik (DDR) eine im Fachbereich des Ministeriums für Nationale Verteidigung verliehene nichtstaatliche Jubiläumsauszeichnung, welche anlässlich des zehnten Jahrestages der Gründung der NVA, 1966, vom Minister für Nationale Verteidigung Heinz Hoffmann gestiftet wurde. 

## Aussehen
Das versilberte Abzeichen in Medaillenform, welches es in sechs bekannten Varianten gab, zeigt einen geschlossenen runden Lorbeerkranz, an dessen oberer Mitte drei Felder zu sehen sind, die Schwarz-Rot-Gold ausgelegt sind. Im Roten Mittelfeld ist dabei das Staatswappen der DDR eingefasst. Innerhalb des Lorbeerkranzes ist die vierzeilige Inschrift: 10 JAHRE / NATIONALE / VOLKSARMEE / 1956-1966 zu lesen. Oberhalb des Lorbeerkranzes sind zwei Aufhängevorrichtungen angebracht, an dem
- für Angehörige der Luftstreitkräfte eine MiG-21
- für Angehörige der Landstreitkräfte ein Truppentransporter
- für Angehörige der Panzertruppen ein T-54
- für Angehörige der Volksmarine ein Raketenschiff
- für Angehörige der Raketentruppen eine Kurzstreckenrakete sowie
- für Angehörige der Raketentechnik ein Raketentransporter mit aufgesetzter Kurzstreckenrakete

gewählt wurden, um daran die Medaille zu hängen.

## Trageweise
Die zu diesem Anlass herausgegebenen Abzeichen durften zehn Tage vor und zum betreffenden Tag an der linken Brusttasche getragen werden. Voraussetzung dafür war, dass das Abzeichen überhaupt zum Tragen bestimmt war, da es auch nichttragbare gab. Nach den Feierlichkeiten war das Abzeichen abzunehmen, verblieb aber im Besitz des Beliehenen.